# أناركية السوق اليسارية
لاسلطوية السوق اليسارية هي جزء من لاسلطوية السوق الحرة ونظرية سياسية واقتصادية لاسلطوية فردية، وجمهوريانية يسارية، وليبرتارية اشتراكية مرتبطة بالعلماء المعاصرين من أمثال كيفن كارسون، وغاري شارتير، وتشارلز دبليو جونزن، ورودرك تي لونغ، وكريس ماثيو سيابارا، وشيلدون ريتشمان، وبراد شبرانغلر الذين يركزون على قيمة الأسواق الحرة بشكل راديكالي، والمسمّاة الأسواق المحرّرة تفريقًا لها عن المفهوم الشائع للسوق الحرة والذي يعتقد هؤلاء الليبرتاريون بأنه موبوء بمزايا ورأسمالية وسيطرة الدولة. يميّز أنصار هذا الاتجاه أنفسهم عن الليبرتاريين اليمينيين ويشدّدون على اتباعهم لأفكار الليبرالية الكلاسيكية المتعلقة بملكية الذات والأسواق الحرة، وفي الوقت نفسه يحاججون بأنه في حال العمل بمقتضى هذه الأفكار، فالنتيجة المنطقية ستفضي إلى مواقف في الاقتصاد مناهضة للرأسمالية، ومناهضة لسيطرة الشركات الكبرى، ومناهضة للطبقية، ومناصرة للعمال؛ ومناهضة للإمبريالية في السياسة الخارجية؛ وآراء شديدة التطرف بخصوص قضايا الطبقات، والجندر، والجنوسة، والإثنية.
تُسمى لاسلطوية السوق اليسارية أحيانًا الليبرتارية اليسارية في السوق الحرة أو الموجهة نحو السوق، ويتقاطع أصلها إلى حد بعيد مع مدرسة ستاينر-فالينتاين في الليبرتارية اليسارية، وفقًا لما هو موضح عن خلفية هذه الحركة في كتاب أصول الليبرتارية اليسارية. تمتد مدرسة كارسون-لونغ في الليبرتارية اليسارية بجذورها إلى التبادلية في القرن التاسع عشر في أعمال شخصيات مثل توماس هودجسكن، ومفكري المدرسة الليبرالية الفرنسية مثل غوستاف دو موليناري واللاسلطويين الفرديين الأمريكان مثل بينجامين تاكر وليساندر سبونر، وغيرهم. يتفق العديد من لاسلطويي السوق اليساريين المنضوين ضمن مدرسة روثبورد اليسارية يتفقون مع مبدأ التملك بالاستيلاء الذي طرحه موراي روثبورد دعمًا للتعاونيات العمالية. باستثناءات بارزة في أوساط الليبرتاريين في الولايات المتحدة بعد انقضاء أيام طفرة اللاسلطوية الفردية وتحالفها مع اليمين السياسي، فإن العلاقات بين الليبرتاريين واليسار الجديد قد شهدت ازدهارًا في ستينيات القرن العشرين، وهو ما أرسى قواعد لاسلطوية السوق اليسارية المعاصرة.
تصنف لاسلطوية السوق اليسارية نفسها جنبًا إلى جنب مع الليبرتارية اليسارية، وهو موقع يشمل تسميات متعددة لمناهج مترابطة ولكنها متمايزة في مقاربة السياسة، والمجتمع، والثقافة، والنظرية السياسية والاجتماعية، بتشديدها على الحريات الفردية والعدالة الاجتماعية. خلافًا لليبرتاريين اليمينيين، يعتقد الليبرتاريون اليساريون أن الزعم والدمج لجهد الأفراد بالموارد الطبيعية غير كافيين لخلق حقوق ملكية فردية كاملة، ويعتبرون أن جميع الموارد الطبيعية مثل الأرض، والنفط، والذهب يجب استملاكها بطريقة مساواتية، إما عن طريق تركها دون تملّك أو عبر الملكية المشتركة. يدعم الليبرتاريون اليساريون المؤيدون للملكية الفردية توجهاتهم وفقًا لأعراف ونظريات متعلقة بالملكية، أو ضمن ظروف تقتضي تقديم التعويضات للمجتمع المحلي أو الدولي.

## تاريخ

### التبادلية
بدأت التبادلية في القرن الثامن عشر مع الحركات العمالية الإنجليزية والفرنسية قبل أن تتخذ منحىً لاسلطويًا مرتبطًا ببيير جوزيف بوردون في فرنسا وآخرين في الولايات المتحدة. اقترح برودون نظامًا عفويًا، حيث تنهض المنظمات دون سلطة مركزية، فيما يُطلق عليه تسمية «لاسلطوية إيجابية» إذ ينشأ النظام عندما يؤدي الجميع «ما يرغبون بفعله، وحصرًا وفقًا لرغباتهم»، وحيث «ينشأ النظام الاجتماعي كنتيجة حصرية للتبادلات التجارية».
فرّق برودون بين الاحتمالات السياسية المثالية والحوكمة العملية. لهذا السبب، وخلافًا لبعض تصريحاته النظرية المتعلقة بالحوكمة الذاتية العفوية النهائية، انخرط بوردون بشكل كبير في السياسة البرلمانية الفرنسية وتحالف مع الفصائل اللاسلطوية، والتي كانت بغالبها اشتراكية أكثر من كونها لاسلطوية، إضافة إلى مناداته بمواثيق تحميها الدولة للتعاونيات المملوكة للعمّال، ونادى بتطبيق عدة تدابير تأميم خلال عمله في الخدمة العامة.
تُعنى التبادلية بالمعاملة بالمثل، والارتباط الحر، والتعاقد الإرادي، والاتحاد والإصلاح النقدي. وفقًا للتبادلي الأمريكي ويليام باتشيلدر غرين، يتلقى كل عامل في النظام التبادلي «راتبًا عادلًا ودقيقًا مقابل عمله؛ وخدمات مكافئة للتكلفة يمكن تبادلها مع خدمات أخرى مكافئة للتكلفة، دون تنفّع أو نقصان». تُوصف التبادلية بأثر رجعي بكونها تتموضع أيديولوجيًا بين شكلي اللاسلطوية الفردية واللاسلطوية الجماعية. في البداية ذكر برودون أن هدفه يتلخص في إقامة «نوع ثالث من المجتمع، ناتج عن تآلف الشيوعية بالملكية».

### اللاسلطوية الفردية في الولايات المتحدة
عرّف اللاسلطوي الفردي بينجامين تاكر نفسه على أنه اشتراكي وحاجج بأن إلغاء ما أسماه الاحتكار –احتكار الأرض، واحتكار المال والصيرفة، وسلطات الاحتكار المتأتية عن العلامات التجارية والآثار شبه الاحتكارية للرسوم– سيُفضي إلى تقويض سلطة الشركات الثرية والكبيرة، وهو ما سيُفسح المجال أمام انتشار الملكية العامة وتحصيل أجور أعلى للناس العاديين وفي نفس الوقت تحجيم سلطة رؤساء العمل المفترَضين، أي تحقيق الأهداف الاشتراكية دون تدخل الدولة. أثر تاكر باللاسلطويين المعاصرين له وتفاعل معهم –بمن فيهم ليساندر سبونر، وفولتارين دو كلير، وداير دي لوم، ويليام بي غرين، الذين أثروا بدورهم في الفكر الليبرتاري اليساري لاحقًا.
أما عميد فِكر الليبرتارية الموجهة نحو السوق الأمريكية المعاصرة، عالم الاقتصاد في المدرسة النمساوية موراي روثبورد فقد كان في بداية مسيرته مناصرًا متحمسًا لليمين القديم، وخصوصًا انطلاقًا من معارضته العامة للحرب والإمبريالية. ومع ذلك، فقد تبنى روثبورد طوال حياته قراءة فريدة للتاريخ الأمريكي شددت على دور امتيازات النخبة في صياغة المؤسسات القانونية والسياسية -وهو الموقف الذي يتفق معه العديدون في اليسار- وفي ستينيات القرن العشرين مال بشكل متزايد لعقد التحالفات مع اليسار، لا سيما مع أعضاء اليسار الجديد، في ضوء حرب فييتنام، والتجنيد الإجباري، وظهور حركة القوة السوداء.
خلال عمله مع راديكاليين مثل رونالد رادوش وكارل هيس، حاجج روثبورد أن الرأي التوافقي بخصوص التاريخ الاقتصادي الأمريكي، والذي بمقتضاه تستخدم الحكومة الصالحة سلطاتها لمواجهة تغوّل الشركات، يشوبه العيب بصورة جوهرية. بدلًا من ذلك، يقول روثبورد، فالتدخل الحكومي في الاقتصاد قد أفاد الجهات الفاعلة القائمة على حسبا الفئات المهمشة، وأدى إلى إلحاق الضرر بالحرية والعدالة. إضافة إلى ذلك، فحقبة بارونات المطاط، والتي رحب بها اليمين ومقتها اليسار باعتبارها ذروة عهد مبدأ عدم التدخل الاقتصادي، لم تتميز بكونها تطبيقًا لمبدأ عدم التدخل قط، بل كانت في الواقع فترة امتيازات حكومية هائلة مُنحت لرؤوس الأموال. بالتزامن مع تركيز روثبورد على الارتباط الوثيق بين الدولة وسلطة الشركات، فقد دافع عن استيلاء العمال وغيرهم على الشركات المعتمدة على مساعدات الدولة. مع أن روثبورد نفسه نأى نفسه عن اليسار لاحقًا، وتحالف مع حركة المحافظين الأصليين الصاعدة، فإن تحالفه مع اليسار قد مهد الطريق للاسلطوية السوق اليسارية المعاصرة.
كانت الليبرتارية المناهضة للرأسمالية هي الشكل السائد لليبرتارية في الولايات المتحدة في أغلب سنوات القرن التاسع عشر وبدايات القرن العشرين، ولكنها انحسرت في أواسط ونهايات القرن العشرين، رغم أنها جذبت اهتمامًا متجددًا في بدايات القرن الواحد والعشرين.
خُصّص العدد الفائز من مجلة الدراسات الليبرتارية في شتاء العام 2006، والتي يُصدرها معهد ميزس، خُصّص لمراجعة كتاب كيفن كارسون دراسات في الاقتصاد السياسي التبادلي. استنادًا إلى عمل روثبورد خلال تحالفه مع اليسار وإلى فكر كارل هيس، راح عدد من المفكرين المرتبطين بالليبرتارية الأمريكية الموجهة نحو السوق يصنفون أنفسهم مع اليسار في عدة قضايا، مثل معارضة الحرب، واحتكار القلة لدى الشركات، والشراكة بين الدولة والشركات، إضافة إلى الميل نحو الليبرالية الثقافية.